# Il piccione
Il piccione è un romanzo breve dello scrittore tedesco Patrick Süskind, pubblicato nel 1987.
Come molti altri lavori dell'autore, questo racconto tratta principalmente le tematiche della solitudine e della riflessione sulla società. 

## Trama
Dopo due esperienze particolarmente traumatiche nel suo passato (la deportazione dei suoi genitori in un campo di concentramento e un matrimonio non riuscito), di cui preferirebbe di gran lunga non ricordarsi più, Jonathan Noel preferisce condurre una vita monotona e del tutto priva di sorprese. Si trasferisce dunque a Parigi, dove trova un lavoro come guardia giurata presso un istituto bancario e una piccola stanza dove vivere. Questo monolocale angusto, benché non offra alcun tipo di comfort, è l'unica cosa su cui può fare affidamento nella propria vita. Gli manca da pagare solo una rata, e poi l'appartamento passerà in sua proprietà, per garantire uniformità e compiutezza alla sua vita. Egli vive le giornate in maniera del tutto frugale, secondo una routine minuziosamente consolidata e in un isolamento coscientemente volontario.
Tuttavia, un venerdì mattina di agosto nel 1984, Jonathan vede un piccione che, improvvisamente e inaspettatamente, è immobile davanti alla porta della sua stanza: questo episodio getta enorme scompiglio in tutto il suo piano di vita. L'unica cosa di cui è certo è che non può vivere sotto lo stesso tetto con un piccione, che considera la quintessenza del caos e dell'anarchia. Completamente imbacuccato, preparata una valigia con i suoi averi, arrischia la sortita dall'alloggio, convinto di non poterci tornare mai più. Mentre è diretto in banca, informa la portinaia del piccione, pur disperando che la donna prenda provvedimenti in merito. 
Perso l'equilibrio di vita a causa del piccione, la giornata di Jonathan si tramuta in un disastro: in mattinata si dimentica di aprire la porta alla limousine del capo, malefatta che considera imperdonabile. A mezzogiorno affitta la stanza più economica in un albergo, in modo da non dover mai più tornare a casa, poi gli accade un altro evento per lui costernante: inavvertitamente strappa i pantaloni della propria divisa in un parco. Jonathan è distrutto, e avverte una sorta di odio per sé stesso che si effonde sul mondo esterno. Fosse per lui, sparerebbe a tutti. Però si conosce bene: egli non è un assassino, ma un rassegnato. Desidera solo che tutto finisca. 
Dopo la chiusura si lascia trascinare allo sbando per Parigi, finché stremato e affamato torna in hotel. Lì consuma un pasto che crede essere il suo ultimo, e va a letto con l'intenzione, l'indomani, di uccidersi.
Durante la notte imperversa un temporale. Inizialmente Jonathan pensa che il mondo stia per sprofondare; successivamente pensa di essere ancora un bambino, che tutta la vita sia stata un sogno e che fuori ci sia ancora la guerra; terrorizzato dall'idea di essere abbandonato, Jonathan si rende infine conto di non poter vivere senza gli altri esseri umani. Comincia a piovere ed egli riacquista l'orientamento: si alza e va a casa.
Il piccione è scomparso.

## Interpretazione
Süskind descrive un personaggio che, completamente chiuso in sé stesso a causa di un passato difficile, sceglie una vita assolutamente priva di avvenimenti, per paura di subire un altro duro colpo del destino. Con l'avvenimento imprevisto del piccione viene innescata tutta una catena di eventi il cui superamento richiede a Jonathan una fatica sovrumana: egli manca semplicemente di esperienza, poiché negli ultimi vent'anni ha vissuto una vita monotona e pianificata. Per paura nei confronti della vita è arrivato a costruirsi un vero e proprio spazio vitale, la sua piccola stanza sicura. Il protagonista non ha alcun legame con altre persone: si isola, desidera rimanere anonimo e interpreta qualsiasi interesse verso la propria persona come un'ingerenza sconsiderata nella sua sfera privata. Cose a cui le persone "normali" a malapena baderebbero, le cosiddette banalità, generano nella vita di Jonathan Noel un putiferio difficile a credersi.

### Relazione fra l'autore e il protagonista
(Patrick Süskind)
Süskind stesso è particolarmente schivo nei confronti dei media e del mondo esterno in generale, motivo per cui (anche in virtù della citazione) si può intendere che l'autore abbia, almeno in parte, descritto sé stesso. Questo breve romanzo è infatti in linea con la media della letteratura dell'autore, che si impernia intorno al concetto di solitudine e, a tratti, alla ripugnanza nei confronti della società esterna, descrivendo personaggi che vivono volontariamente isolati, esattamente come Süskind stesso.

## Edizioni italiane
- Patrick Süskind, Il piccione, Milano, Longanesi, 1988, ISBN 978-88-304-0764-0.